# نادي باورو
نادي باورو هو نادي كرة قدم برازيلي، في مدينة باورو، تأسس في 1 مايو 1919م، وفاز ببطولة الدوري في 1946، وكان والد بيليه من ضمن الفريق الفائز، لعب بيليه في النادي في بداية مسيرته، وانحل النادي في 1960 بعد فترة وجيزة من ترك بيليه للفريق.